# Alabama Monroe - Una storia d'amore
Alabama Monroe - Una storia d'amore (The Broken Circle Breakdown) è un film del 2012 diretto da Felix Van Groeningen.

## Trama
Elise e Didier vivono una travolgente e appassionata storia d'amore, ritmata dalla musica bluegrass.
Elise gestisce uno studio di tatuaggi, sua grande passione. Per lei "c'è sempre qualcosa nella vita che valga la pena mettere sul proprio corpo": ogni tatuaggio accompagna il suo cuore e le sue emozioni ed Elise lo sfoggia con orgoglio sul suo corpo delicato.
Didier invece è da sempre innamorato dell'America, che ritiene il Paese delle infinite opportunità ma, soprattutto, è la patria della sua amatissima musica bluegrass, il country nella versione più pura, come egli stesso ama definirla.
Ed è proprio questa comune passione per la musica ad esaltare l'unione di Elise e Didier: insieme si esibiscono in irresistibili serate musicali dove ogni interpretazione trasuda amore, complicità e passione.
A coronare questo assetto perfetto di felicità è l'arrivo di Maybelle, di cui la donna non sapeva di essere incinta se non già al terzo mese, giustificando il ritardo mestruale col suo ciclo irregolare. L'uomo inizialmente appare contrariato all'idea di diventare padre, poi però ricostruisce per la famiglia una casa di fronte alla roulotte in cui la coppia aveva vissuto fino a quel momento.
Dopo il sesto compleanno, la bambina inizia ad avere seri problemi di salute e nel giro di un anno un tumore non le da scampo. Questo evento tragico segna irrimediabilmente la vita dei due protagonisti, che inizialmente provano a continuare  un'esistenza tranquilla, ma i continui litigi incrinano la coppia tanto che alla fine Elise decide di trasferirsi altrove e cambia legalmente il suo nome in Alabama.
Qualche giorno dopo Didier va a trovare Elise/Alabama nel suo negozio di tatuaggi proponendole di salvare almeno il loro sodalizio musicale, continuando ad esibirsi, proposta che la donna accetta. In un confronto prima di un concerto, Didier chiede alla donna quale nome d'arte lui potrebbe assumere e lei sceglie Monroe. Alla fine dell'esibizione, Didier/Monroe prende in mano il microfono e pronuncia un ispirato discorso sui limiti della vigente etica religiosa, che prevede l'impossibilità di fare ricerche con le cellule staminali, esperimenti che invece avrebbero potuto salvare sua figlia. La donna prova a resistere ma a un certo punto scappa via in lacrime, poi dietro le quinte dice a Didier, che nel frattempo l'aveva raggiunta, di non amarlo più e di aver cancellato il tatuaggio con il suo nome coprendolo con un fiocco nero.
L'epilogo del film vede la donna somministrarsi un'overdose di farmaci accompagnati da una bottiglia di alcool, quindi crollare sul pavimento riportando gravi danni cerebrali. Didier vede la donna per terra, rompe il vetro del negozio e chiama soccorsi. Trasportata in ospedale, i medici informano l'uomo che Elise/Alabama si ritrova in uno stato vegetativo permanente e che sta a lui scegliere eventualmente per l'eutanasia, che così sarà fatta. Infine l'uomo si accorge che la compagna, poco prima di tentare il suicidio, si era tatuata i loro nuovi nomi, Alabama e Monroe, con due cuori legati sotto una pistola.

## Riconoscimenti
- 2014 - Premio Oscar
  - Nomination Miglior film straniero (Belgio)
- 2013 - European Film Awards
  - Miglior attrice a Veerle Baetens
  - Nomination Miglior film a Felix Van Groeningen
  - Nomination Miglior regista a Felix Van Groeningen
  - Nomination Miglior attore a Johan Heldenbergh
  - Nomination Miglior sceneggiatura a Felix Van Groeningen e Carl Joos
  - Nomination Premio del pubblico a Felix Van Groeningen
- 2015 - David di Donatello
  - Nomination Miglior film dell'Unione Europea a Felix Van Groeningen
- 2014 - Premio César
  - Miglior film straniero (Belgio)
- 2014 - Satellite Awards
  - Miglior film straniero (Belgio)
- 2014 - Palm Springs International Film Festival
  - Miglior Film Straniero
- 2013 - European Parliament Film Prize
  - Premio Lux 2013
- 2013 - Tribeca Film Festival
  - Miglior Sceneggiatura a Felix Van Groeningen e Carl Joos
  - Miglior Attrice a Veerle Baetens
- 2013 - Berlin International Film Festival
  - Premio del Pubblico Panorama
  - Europa Cinemas Label